# Alcufer stadion
Az Alcufer stadion a Gyirmót FC Győr otthona, a csapat itt játssza hazai mérkőzéseit.

## Története
A stadion megépítése körülbelül 900 millió forintba került, melynek 70%-a a csapatsport társasági adó támogatásából, a többi rész a tulajdonosok állták.